# Rivière Mésagouèche
La rivière Mésagouèche (anglais : Missaguash River) est une petite rivière canadienne formant la partie sud de la frontière entre le Nouveau-Brunswick et la Nouvelle-Écosse, sur l'isthme de Chignectou. Le nom de la rivière provient de la langue micmaque et veut probablement dire rivière marécageuse, en référence au fait qu'elle traverse le marais de Tantramar. La rivière se déverse dans le bassin de Cumberland. 